# Gramatica limbii coreene
De-a lungul istoriei, cercetătorii au realizat diverse clasificări ale părților de vorbire din limba coreeană. Standardul modern care este predat în școlile publice a fost ales de către Comitetul Sud-coreean pentru Educație din 1963. Acesta este Sistemul Celor Nouă Pumsa care împarte cuvintele coreene în nouă categorii denumite pumsa.
Cele nouă pumsa sunt împărțite la rândul lor în mai multe grupe după cum urmează:
- Cuvinte de conținut
  - Nume
    - 명사 myeongsa (substantive)
    - 대명사 daemyeongsa (pronume)
    - 수사 susa (numerale)

  - Verbe (vorbind la general)
    - 동사 dongsa (verbe de acțiune)
    - 형용사 hyeongyongsa (verbe descriptive sau adjective)